# Pseudanos trimaculatus
Pseudanos trimaculatus es una especie de peces de la familia Anostomidae en el orden de los Characiformes.

## Morfología
Los machos pueden llegar alcanzar los 12 cm de longitud total.

## Alimentación
Come  plantas.

## Hábitat
Es un pez de agua dulce y de clima tropical entre 23 °C - 27 °C de temperatura.

## Distribución geográfica
Se encuentran en Sudamérica: Argentina y  cuenca del río Amazonas.